# ISO 10075
Die Norm ISO 10075 ist ein internationaler Standard, der Richtlinien der Arbeitsgestaltung bezüglich psychischer Arbeitsbelastung beschreibt.
Die nationale Übernahme als DIN EN ISO 10075 spiegelt alle drei Hierarchieebenen wider, die eine Norm haben kann: National, europäisch, weltweit. Auf der Grundlage einer Norm der internationalen Normungsorganisation ISO wurde eine Europäische Norm erstellt, die als DIN-Norm für Deutschland, als ÖNORM EN ISO 10075 für Österreich und SN EN ISO 10075 für die Schweiz übernommen wurde.
Bei Seeleuten in der Berufsschifffahrt auftretende extreme Belastungssituationen sind international als Seafarer Fatigue bekannt und werden insbesondere seit 1995 vom Seafarers International Research Centre (SIRC) an der Cardiff University vor dem Hintergrund des International Safety Management Codes und den Erfordernissen der Hafenstaatkontrolle erforscht. Auch auf See sollte die Ruhezeit gemäß ISO 10075-2:2000, Seite 7 Punkt 4.2.3.2 „eine vollständige Erholung von Ermüdungseffekten der vorangegangenen Schicht“ sicherstellen, was im „24/7 Schichtdienst“ auf den Meeren insbesondere beim Durchfahren der Zeitzonen praktisch nicht gewährleistet werden kann und daher in der Vergangenheit immer wieder zu Schiffsunfällen mit extremen Umweltschäden wie z. B. beim Unglück der Exxon Valdez führte.
Psychische Belastung und Beanspruchung am Arbeitsplatz : inklusive DIN EN ISO 10075 Teil 1 bis 3 ist als Werk in Deutsche Nationalbibliothek seit 2012 der Allgemeinheit zugänglich und wird vom DIN herausgegeben.

## Teile der Normenreihe
Die Normenreihe ISO 10075 besteht aus folgenden Teilen:
- ISO 10075-1 Ergonomische Grundlagen bezüglich psychischer Arbeitsbelastung – Teil 1: Allgemeines und Begriffe (ISO 10075: 1991; EN ISO 10075-1: 2000).

Dieser Teil ist eine Erweiterung der ISO 6385, Abschnitte 3.7 bis 3.9, und legt Begriffe und Definitionen fest.
- ISO 10075-2 Ergonomische Grundlagen bezüglich psychischer Arbeitsbelastung – Teil 2: Gestaltungsgrundsätze (ISO 10075-2: 1996; EN ISO 10075-2: 2000).

Dieser Teil enthält Richtlinien zur Arbeitsgestaltung.
- ISO 10075-3 Ergonomische Grundlagen bezüglich psychischer Arbeitsbelastung – Teil 3: Grundsätze und Anforderungen an Verfahren zur Messung und Erfassung psychischer Arbeitsbelastung (ISO 10075-3: 2004; EN ISO 10075-3: 2004).

Dieser Teil gibt Anleitung zur Messung der psychischen Arbeitsbelastung.
Die Schriftenreihe trägt englischsprachig den Titel Ergonomic principles related to mental workload. Daher kann im Zusammenhang mit dieser Norm anstelle von psychischer Arbeitsbelastung auch von mentaler oder psychomentaler Arbeitsbelastung gesprochen werden.
In der Norm ISO 10075-1 wurde die Definition von „psychischer Belastung“ fast unverändert von der seit 1987 bestehenden, inzwischen zurückgezogenen, Deutschen Norm DIN 33405 übernommen.
Die branchenübergreifend wirkenden „Ergonomischen Grundlagen bezüglich psychischer Arbeitsbelastung“ zeigen im Teil 1 der Normenreihe in ISO 10075-1: 2000 auf Seite 6 auf anschauliche Weise in „Bild A.1 – Beziehungen zwischen Belastung und Beanspruchung bei psychischer Arbeitsbelastung“ insgesamt vier verschiedene Einfluss-Kategorien aus der Umwelt in ihrer Wirkung auf eine Person und diese 4 Kategorien bieten überprüfbare Anhaltspunkte für die Ursache von „Beeinträchtigende Effekte“ wie psychische Ermüdung und psychische Sättigung. Hierbei hat auch die physikalische Größe „Temperatur“ einen bedeutenden Einfluss auf den Menschen im Allgemeinen und auch auf „Übermüdung“ im besonderen maritimen Beispiel von Seafarer Fatigue.
Im Teil 2 der Normenreihe in der ISO 10075-2:2000 auf Seite 9 in „Tabelle A.1 . Beispiele für Gestaltungslösungen zur Vermeidung beeinträchtigender Folgen psychischer Arbeitsbelastung auf verschiedenen Ebenen der Gestaltung“ wird in fünf Kategorien bzw. auf fünf Ebenen veranschaulicht, wie z. B. die Kategorie „Arbeitsumgebung“ zu den beeinträchtigenden Folgen psychischer Belastung „Ermüdung“, „Monotonie“, „Herabgesetzte Wachsamkeit“ und psychische „Sättigung“ führt. Der Parameter „Temperatur“ ist hier in einem  maritimen Beispiel von Seafarer Fatigue dabei über die wirksame  Klimaanlage eines Schiffes eine schiffbaulich entscheidende und hier insbesondere für Schiffsbesatzungen lebenswichtige technische Eingriffsmöglichkeit und somit die "Gestaltungslösung" zur Vermeidung oder zur Linderung negativer Folgen für die Gesundheit des Menschen an Bord eines Schiffes.
Aus Teil 1 und Teil 2 der Normenreihe ISO 10075 ist eine Klassifizierung von Ermüdungsfaktoren erkennbar, die in Bild A.1 als Einfluss-Kategorien bzw. in Tabelle A.1 als verschiedene Ebenen der Gestaltung bezeichnet werden. Im besonderen maritimen Beispiel von Seafarer Fatigue hat die Internationale Seeschifffahrts-Organisation IMO die arbeitswissenschaftlichen Erkenntnisse zur Klassifizierung von Ermüdungsfaktoren auf die Besonderheiten der zivilen Berufsschifffahrt angewendet und eine deutsche Entsprechung erschien 2002 als „IMO-Richtlinie  zur Linderung von Fatigue (Übermüdung) und Fatigue-Management“.